# Hydropsyche obscura
Hydropsyche obscura är en nattsländeart som beskrevs av Navás 1928. Hydropsyche obscura ingår i släktet Hydropsyche och familjen ryssjenattsländor. Inga underarter finns listade i Catalogue of Life.